# Barvas Parish Church

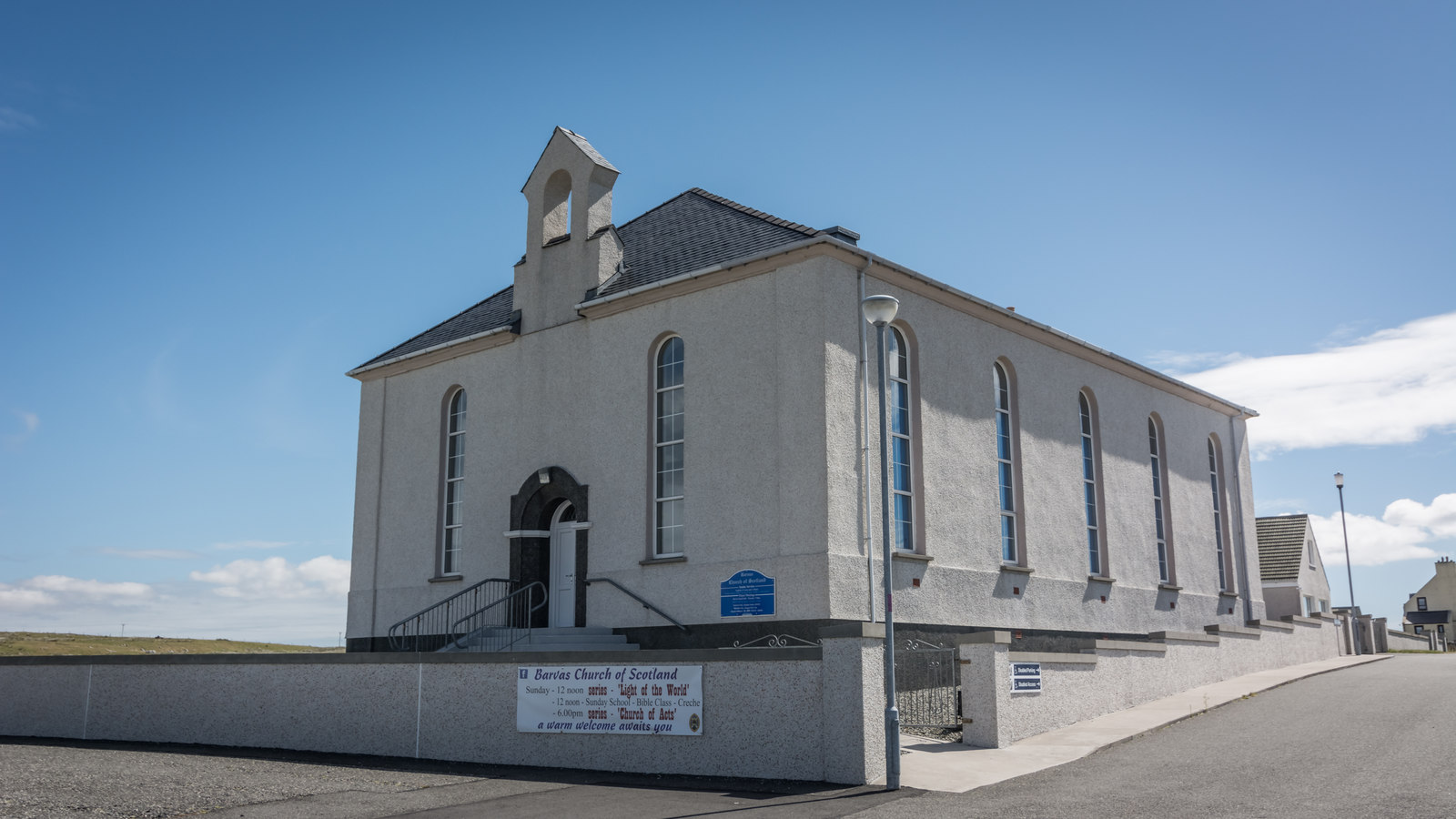
Barvas Parish Church

Die Barvas Parish Church ist ein Kirchengebäude der presbyterianischen Church of Scotland in der Ortschaft Barvas auf der schottischen Hebrideninsel Lewis and Harris. 1993 wurde das Gebäude in die schottischen Denkmallisten in der Kategorie B aufgenommen.

## Geschichte
Das Gebäude wurde um das Jahr 1910 für die United Free Church of Scotland errichtet, die schließlich 1929 mit der Church of Scotland verschmolz. Sie ist bis heute in Nutzung.

## Beschreibung
Die Barvas Parish Church befindet sich abseits der A857 im Zentrum von Barvas. Die ebenfalls denkmalgeschützte Barvas Free Church steht rund 800 Meter südwestlich. Es bestehen unverkennbare stilistische Parallelen zur Knock Church und der Cross Church, die beide im selben Zeitraum erbaut wurden.
Es handelt sich um eine schlichte Saalkirche mit abschließendem schiefergedeckten Walmdach. Der Baukörper ist 3 × 5 Achsen weit. An der nordwestexponierten Hauptfassade flankieren längliche Rundbogenfenster das zentrale, rundbogige Hauptportal. Vor dem Walm sitzt ein kleiner Dachreiter, welcher ehemals das offene Geläut trug. Vor dem gegenüberliegenden Walm ragt ein Kamin auf. In die Seitenfassaden sind schmale, hohe Rundbogenfenster eingelassen. Entlang der rückwärtigen Fassade schließt sich die Sakristei mit ihren kleinteiligen Sprossenfenstern an.